# Соотношение Эйнштейна
В физике (главным образом в молекулярно-кинетической теории) соотношением Эйнштейна (также называемое соотношением Эйнштейна — Смолуховского) называется выражение, связывающее подвижность молекулы (молекулярный параметр) с коэффициентом диффузии и температурой (макропараметры). Оно было независимо открыто Альбертом Эйнштейном в 1905 году и Марианом Смолуховским (1906) в ходе работ по изучению броуновского движения:
{\displaystyle D=\mu _{p}k_{B}T,}
где {\displaystyle D} — коэффициент диффузии, {\displaystyle \mu _{p}} — подвижность частиц, {\displaystyle k_{B}} — постоянная Больцмана, а {\displaystyle T} — абсолютная температура.
Величина подвижности {\displaystyle \mu _{p}} определяется из соотношения
{\displaystyle \mu _{p}=V/F,}
где {\displaystyle V} — стационарная скорость перемещения частицы в вязкой среде под действием силы {\displaystyle F}.
Это уравнение является частным следствием флуктуационно-диссипационной теоремы.

## Формула Стокса — Эйнштейна
Величина подвижности не всегда легко определяется, поэтому если предположить, что числа Рейнольдса малы, то для силы сопротивления, испытываемой макроскопическим шариком (частицей), можно использовать формулу Стокса
{\displaystyle F=6\pi \eta rV,}
где {\displaystyle \eta } — вязкость жидкости, {\displaystyle r} — радиус частицы.
Таким образом, получается выражение:
{\displaystyle D={\frac {k_{B}T}{6\pi \eta r}},}
называемое соотношением (формулой) Стокса — Эйнштейна.
Следует заметить, что использование макроскопического приближения для описания молекулярных характеристик движения даёт лишь оценочные результаты. В практических приложениях иногда используют коэффициент 4 вместо 6. Часто также предполагают, что характерная для микроскопических движений вязкость ниже, чем вязкость, измеренная в макроскопических экспериментах. Тем не менее формула Стокса — Эйнштейна даёт верные по порядку величины оценки коэффициента диффузии.
Для величины коэффициента вращательной диффузии выражение выглядит следующим образом:
{\displaystyle D_{\mathrm {rot} }={\frac {k_{B}T}{8\pi \eta r^{3}}}.}